# Championnat de France de hockey sur glace 1968-1969
Saison précédente Saison suivante
La saison 1968-1969 est la 48e saison du championnat de France de hockey sur glace.

## Bilan
1er titre de champion de France pour le Sporting Hockey Club Saint Gervais.